# Соня Барріо
Соня Барріо (ісп. Sonia Barrio, 13 грудня 1969) — іспанська хокеїстка на траві.
Олімпійська чемпіонка 1992 року, учасниця 1996, 2000 років.
Срібна призерка Чемпіонату Європи 1995 року.